# Memoriał Alfreda Smoczyka 1988
XXXVIII Memoriał Alfreda Smoczyka odbył się 8 maja 1988 r. Wygrał rodowity zielonogórzaninJan Krzystyniak z Leszna.

## Wyniki
- 8 maja 1988 r. (niedziela), Stadion im. Alfreda Smoczyka (Leszno)
- Najlepszy czas dnia: Andrzej Huszcza – w 14 wyścigu - 64,0 sek.

| Msc. | Zawodnik                  | Klub/Kraj            | Pkt  |                |  |
| ---- | ------------------------- | -------------------- | ---- | -------------- |  |
| 1    | (5) Jan Krzystyniak       | Unia Leszno          | 13   | (3,2,3,3,2)    |  |
| 2    | (2) Andrzej Huszcza       | Falubaz Zielona Góra | 11+3 | (3,2,0,3,3)    |  |
| 3    | (1) Roman Jankowski       | Unia Leszno          | 11+2 | (d,3,3,3,2)    |  |
| 4    | (11) Mirosław Korbel      | ROW Rybnik           | 10   | (2,3,0,2,3)    |  |
| 5    | (15) Mirosław Daniszewski | Stal Gorzów Wlkp.    | 10   | (2,2,1,2,3)    |  |
| 6    | (3) Ryszard Dołomisiewicz | Polonia Bydgoszcz    | 9    | (1,1,3,2,2)    |  |
| 7    | (8) Bernard Jąder         | Unia Tarnów          | 8    | (2,3,2,d,1)    |  |
| 8    | (14) Zbigniew Błażejczak  | Falubaz Zielona Góra | 7    | (3,3,0,0,1)    |  |
| 9    | (7) Bořivoj Hádek         | Czechosłowacja       | 7    | (1,0,3,2,1)    |  |
| 10   | (13) Franz Faltermaier    | RFN                  | 7    | (1,1,1,1,3)    |  |
| 11   | (4) Eugeniusz Miastkowski | Apator Toruń         | 6    | (2,2,2,d,ns)   |  |
| 12   | (16) Bronisław Klimowicz  | ROW Rybnik           | 5    | (0,1,1,1,2)    |  |
| 13   | (10) Dariusz Baliński     | Unia Leszno          | 3    | (3,w/su,-,-,-) |  |
| 14   | (12) Krzysztof Okupski    | Stal Gorzów Wlkp.    | 3    | (0,0,2,1,0)    |  |
| 15   | (9) Zbigniew Krakowski    | Unia Leszno          | 3    | (1,0,1,1,0)    |  |
| 16   | (6) Zdzisław Rutecki      | Polonia Bydgoszcz    | 0    | (0,u/-,-,-,-)  |  |
|      | rez. Grzegorz Sterna      | Unia Leszno          | 0    | (0,d,0)        |  |
|      | rez. Stefan Tietz         | Apator Toruń         | 7    | (1,2,3,1)      |  |

Bieg po biegu
1. (65,6) Huszcza, Miastkowski, Dołomisiewicz, Jankowski (d)
2. (65,3) Krzystyniak, Jąder, Hadek, Rutecki
3. (64,9) Baliński, Korbel, Krakowski, Okupski
4. (65,4) Błażejczak, Daniszewski, Faltermaier, Klimowicz
5. (65,6) Jankowski, Krzystyniak, Faltermaier, Krakowski
6. (65,8) Błażejczak, Huszcza, Tietz, Baliński (w/su) / Tietz za kontuzjowanego Ruteckiego
7. (65,9) Korbel, Daniszewski, Dołomisiewicz, Hadek
8. (66,5) Jąder, Miastkowski, Klimowicz, Okupski
9. (65,3) Jankowski, Tietz, Klimowicz, Korber / Tietz za Ruteckiego
10. (64,8) Krzystyniak, Okupski, Daniszewski, Huszcza
11. (65,0) Dołomisiewicz, Jąder, Krakowski, Błażejczak
12. (65,4) Hadek, Miastkowski, Faltermaier, Sterna / Sterna za Balińskiego
13. (65,5) Jankowski, Hadek, Okupski, Błażejczak
14. (64,0) Huszcza, Korbel, Faltermaier, Jąder (d)
15. (65,5) Krzystyniak, Dołomisiewicz, Klimowicz, Sterna / Sterna za Balińskiego
16. (66,5) Tietz, Daniszewski, Krakowski, Miastkowski (d) / Tietz za Ruteckiego
17. (65,0) Daniszewski, Jankowski, Jąder, Sterna / Sterna za Balińskiego
18. (64,1) Huszcza, Klimowicz, Hadek, Krakowski
19. (65,7) Faltermaier, Dołomisiewicz, Tietz, Okupski / Tietz za Ruteckiego
20. (65,4) Korbel, Krzystyniak, Błażejczak, Miastkowski (nie startował)
21. Bieg dodatkowy o drugie miejsce (65,4) Huszcza, Jankowski